# Cuma (zoologia)
Cuma Milne Edwards, 1828 è un genere di crostacei malacostraci appartenenti all'ordine Cumacei.

## Descrizione
Caratterizzati da un addome sottile e particolarmente mobile, i cuma sono lunghi pochi millimetri, sono quasi esclusivamente marini. Vivono interrati nella sabbia e nel fango dei fondali. 

## Tassonomia
Il genere comprendeva due specie, attualmente però risultano essere dei basionimi di altre due specie e quindi riclassificate. Il genere Cuma risulta quindi privo di specie:
- Cuma edwardsii Goodsir, 1843 rinominato in Bodotria scorpioides (Montagu, 1804)
- Cuma rathkii Krøyer, 1841 rinominato in Diastylis rathkei (Krøyer, 1841)